# Жигмитова, Ольга Чимитцыреновна
О́льга Чимитцыре́новна Жигми́това (Первомайский, Читинская область) — российская оперная певица (меццо-сопрано), солистка оперной труппы Бурятского государственного академического театра оперы и балета им. Г. Цыдынжапова.

## Биография
Училась в средней школе № 2 поселка Таксимо Муйского района.
В 2000 году окончила Улан-Удэнский музыкальный колледж им. П. И. Чайковского по классу хорового дирижирования.
В 2002 году поступила в Санкт-Петербургскую консерваторию, на вокальное отделение, педагог — Заслуженная артистка РСФСР, солистка Мариинского театра Евгения Перласова.
С 2008 года   — солистка БГАТОБ.

## Репертуар
- Кармен («Кармен», Бизе)[2][3],
- Полина («Пиковая дама», Чайковский),
- Ольга («Евгений Онегин», Чайковский),
- Любаша («Царская невеста», Римский-Корсаков),
- Кончаковна («Князь Игорь», Бородин),
- Ульрика («Бал-маскарад», Верди),
- Дорабелла («Так поступают все», Моцарт)[4]
- Амнерис («Аида» , Верди) [5]
- Далила («Самсон и Далила», Сен-Санс)
- Фенена («Набукко»,Верди)[5]
- партия меццо-сопрано («Реквием», Верди).
- Ромео («Капулетти и Монтекки» , Беллини)
- Секст («Милосердие Тита» , Моцарт)
- Сантуцца ("Сельская честь" , Масканьи)
- Ратмир ("Руслан и Людмила", Глинка)
- Эболи ("Дон Карлос",  Верди)
- Изольда ("Тристан и Изольда", Вагнер)
- Тоска («Тоска», Пуччини)

Кроме этого в её репертуаре арии и партии Аксиньи («Тихий Дон»), Фаворитки (Доницетти), произведения Джованни Баттиста Перголези «Stabat Mater» («Стояла Матерь») и  Антонио Вивальди «Gloria in Excelsis Deo» («Слава в вышних Богу», а также романсы русских и европейских композиторов, русские старинные романсы, бурятские народные песни, песни советских, российских и монгольских  композиторов.

## Концертная и творческая деятельность
Дала несколько сольных концертов в Москве, Париже, Новосибирске, Орле, Липецке, Тамбове,  Улан-Удэ  и Иркутске, в том числе в Московском театре эстрады в январе 2011 года в Московском Доме романса в апреле 2009 года, на симфонической эстраде в Сокольниках. Участвовала в концертах в Большом театре , Мариинском театре, и Колонном зале Дома Союзов. Выступала перед Президентом России Дмитрием Медведевым во время его визита в Бурятию.
Весной 2009 года выступила на Фестивале Бетховена в Королевском замке (Варшава), прошла мастер-класс, который проводила Тереза Берганса.
В 2010 году прошла стажировку у известной солистки Венской оперы Оливеры Милякович.
Активная участница проекта "Романтика Романса" (Канал "Культура") и проекта "Ну-ка все вместе" (Россия1)

## Дискография
- В сентябре 2009 года записала сольный диск русского романса под названием «С милых уст кружева отведу»[9][10]. Диск записан в сотрудничестве с известным композитором и пианистом, заслуженным артистом России Виктором Фридманом.
- Весной 2010 года выпустила новый сольный диск под названием «В свете лунных глаз»[11]. Записаны песни композитора Елены Спас и поэта Александра Матвеева. Пианист — заслуженный артист России Михаил Линк[нет в источнике].
- В 2012 году диск «Музыка Любви» с участием Ч. Раднаева и И. Лазарева. Песни композитора В. Усовича на слова В. Слипенчука.
- В 2021 году диск оперных арий "Extra vires". записан с Московским симфоническим оркестром под управлением лауреата Государственной премии им. М.И. Глинки,  народного артиста  Бурятской АССР Владимира Рылова

## Награды и премии
- В ноябре 2008 года стала лауреатом гран-при в конкурсе «Сибирская Романсиада» (Томск).
- В декабре 2008 года — лауреат международной «Романсиады» (Москва)[12].
- В ноябре 2014 года - Гран-при Международного конкурса им.Л.Линховоина (Забайкальский край, Агинское)
- В ноябре 2014 года присвоено почетное звание "Заслуженный артист Республики Бурятия"
- В декабре 2014 года стала лауреатом Государственной премии Республики Бурятия в области литературы и искусства за 2012-2013 годы
- В апреле 2016 года стала лауреатом Международного конкурса вокалистов «Vissi D’arte 2016» (Прага, Чехия)[13].
- В декабре 2016 года финалистка Международного конкурса Le Concours International de Belcanto Bellini (Марсель, Франция)
- В августе 2021 года присвоено почетное звание "Народный артист Республики Бурятия"